# クリスティ・キャニオン
クリスティ・キャニオン（Christy Canyon、1966年6月17日 - ）は、カリフォルニア州パサデナ出身のアメリカ合衆国の元ポルノ女優。

## 来歴
アルメニア系アメリカ人の父とイタリア系アメリカ人の母を持つキャニオンは、カリフォルニア州のサンフェルナンド・バレーで育った。
キャニオンは約200本のポルノ映画に出演した。数度にわたりポルノ業界の最優秀女優賞を獲得し、XRCO殿堂、AVN殿堂双方のメンバーに名を連ねている。彼女は数回ポルノ映画界から引退し、そして復帰した。
テイラー・ウェインのラジオ番組での2005年のインタビューにおいて、キャニオンは1990年代中頃、ヴィヴィッド・エンターテインメント(Vivid Entertainment) の仕事では、カメラの前でセックスをする際、全ての共演男優にコンドームを付けさせ、自分を保護したが、私生活においてはそうでなかったと述べた。彼女は映画におけるセックスシーンの前に、男性共演者全員とプライベートで避妊具を使わないセックスをしたと語った。
私生活では、キャニオンはコメディアンのロビン・ウィリアムズ、マックス・ベア・ジュニア (Max Baer, Jr.)、映画監督のジョン・フランケンハイマー、アダム・リフキン (Adam Rifkin)、ガンズ・アンド・ローゼズのギタリストスラッシュと付き合った。
2003年にキャニオンは自伝「Lights, Camera, Sex!」(ISBN 978-0972747004) を出版した。
2008年現在、彼女はシリウス・サテライト・ラジオ（Sirius Satellite Radio）のプレイボーイ・ラジオ（Playboy Radio）でホストを務めている。

## 出演作の一部
- 『ハリウッド・オーガズム (Holly Does Hollywood|Holly Does Hollywood) 』(1985年)
- 『バスト・ブル・シャワー/超怒乳 (Kiss of the Gypsy) 』(1986年)
- 『クリスティ・キャニオン/巨乳狩り (Savage Fury 2) 』(1989年)
- 『クリスティ・キャニオン/巨乳ボンバー (Star 90) 』(1990年)
- 『クリスティ・フリーク/純生大巨乳 (Confessions of Christy) 』(1990年)
- 『バスト・巨乳しぼり (Holly Does Hスペシャル ollywood 4) 』(1990年)
- 『クリスティ・キャニオン in ツイステッド (Twisted) 』(1991年)
- 『セクシャリティ (Victim of Love) 』(1992年)
- 『ツイステッド・デラックス (Sex Secrets of a Mistress) 』(1996年)
- 『プリズン・ウォーズ/秘密性態実験 (Domination Nation) 』(1997年)

## 受賞
- 1991年 FOXE ファンお気に入りの女優[3]
- 1992 FOXE ファンお気に入りの女優[3]
- 1995 XRCO殿堂顕彰[4]
- 1996 AVN 最優秀焦らし演技 - 『Comeback 』[5]
- 1997 AVN 最優秀グループシーン（映画）『The Show 』[5]
- AVN殿堂顕彰[6]